# سيانيد الزنك
 سيانيد الزنك أو سيانيد الخارصين مركب كيميائي له الصيغة Zn(CN)2، ويكون على شكل مسحوق بلوري أبيض .

## الخواص
- لا ينحل سيانيد الزنك في الماء، كما لا ينحل في الكحول، لكنه ينحل في الأمونياك.
- يكون لسيانيد الزنك بنية متماثرة تتكون من وحدات متعددة من مراكز زنك رباعية الوجوه تصل ببعضها بواسطة ربيطات من السيانيد.
- يتميز سيانيد الزنك بأن له معامل تمدد حراري ذو قيمة سلبية عالية.

## التحضير
يحضر سيانيد الزنك من تفاعل سيانيد البوتاسيوم أو سيانيد الصوديوم مع محلول من كبريتات الزنك أو كلوريد الزنك.

## الاستخدامات
يستخدم سيانيد الزنك كحفاز في عملية السيللة السيانية cyanosilylation للألدهيدات والكيتونات. كما يستخدم في إضافة مجموعة الفورميل في الاصطناع العضوي، فعلى سبيل المثال يحضر مركب 2-هيدروكسي-1-ثافثالدهيد من 2-نافثول وسيانيد الزنك وكلوريد الهيدروجين الخالي من الماء.